# Pica d'Estats
Pica d'Estats (okcitánsky Pica d'Estats, francouzsky Pique d'Estats) je horou v Pyrenejích v Montcalmském masivu a nejvyšší horou Katalánska. Její vrchol leží na katalánsko-francouzské hranici, stejně jako hřeben masivu. Spoluvytváří hranici Španělska a Francie.